# Cessna 170
Le Cessna 170 est un avion de tourisme monomoteur à quatre places, construit par la société américaine Cessna de 1948 à 1956.

## Historique
La première version du Cessna 170 est certifiée en juin 1948, elle possède une structure métallique et des ailes entoilées. En décembre 1948 Cessna certifie une version entièrement métallique baptisée 170A.
En 1956, Cessna dévoile le Cessna 172, une évolution à train tricyclique du Cessna 170. La production du 170 s’arrête la même année.

## Caractéristiques

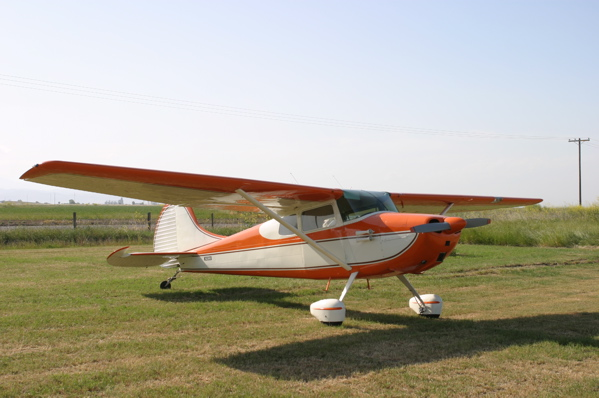
Cessna 170B orange

Le Cessna 170 possède une architecture à ailes hautes et train classique et une structure en aluminium.

### Caractéristiques du Cessna 170B
Données de Cessna 170 FAA type certificate
Caractéristiques générales
- Équipage : 1
- Capacité : 3
- Longueur : 7,6 m
- Envergure : 11 m
- Hauteur : 2 m
- Surface alaire : 16,2 m2
- Profil : NACA 2412
- Masse à vide : 547 kg
- Masse maximale au décollage : 998 kg
- Moteur : 1   6 cylindres à plat Continental C-145-2 de 145 chevaux à 2 700 tr/min
- Hélices : McCauley 2 pales en métal à pas fixe

 Performances 
- Vitesse à ne jamais dépasser : 257 km/h
- Vitesse maximale : 226 km/h
- Vitesse de croisière : 193 km/h
- Vitesse de décrochage : 83 km/h
- Plafond : 1 724 m
- Vitesse ascensionnelle : 3,5 m/s